# Sven-Olof Walldoff
Sven-Olof Walldoff (2 de mayo de 1929 - 10 de junio de 2011) fue un productor discográfico, compositor y director de orquesta sueco conocido por conducir la orquesta para la canción de ABBA, "Waterloo", para el Festival de la Canción de Eurovisión 1974, vistiendo un vestuario de Napoleón.
Walldoff también colaboró en el primer álbum de ABBA, Ring Ring.